# Raschid Rahimow

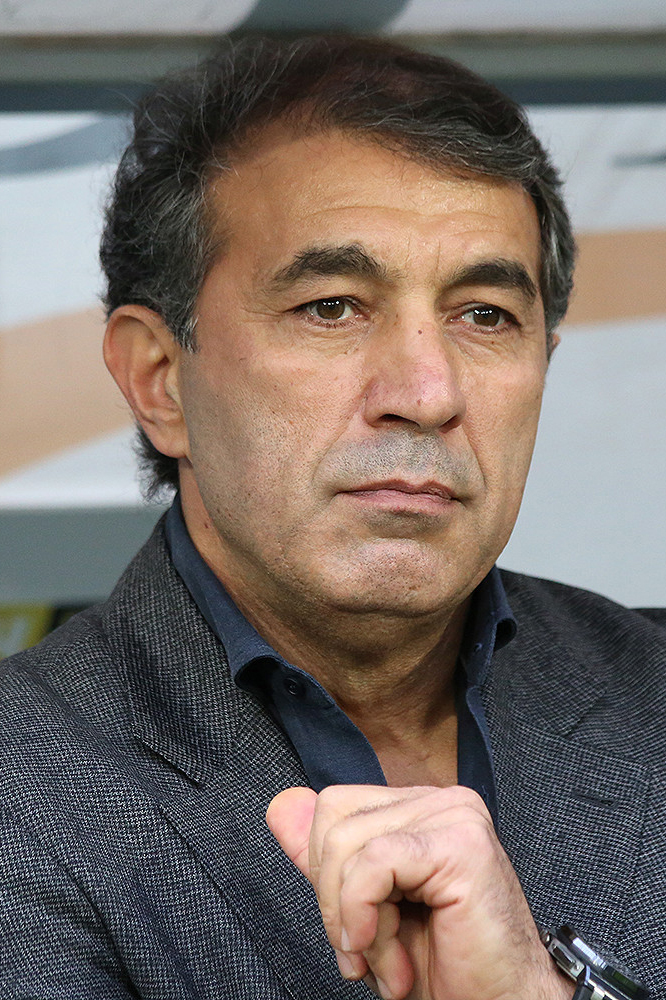
Raschid Rahimow (2018)

Raschid Mahmatqulowitsch Rahimow (tadschikisch Рашид Маҳматқулович Раҳимов; russisch Рашид Маматкулович Рахимов, wiss. Transliteration Rašid Mamatkulovič Rachimov; * 18. März 1965 in Duschanbe, Tadschikische SSR) ist ein tadschikisch-russischer Fußballtrainer und ehemaliger Fußballspieler.
Der Mittelfeldspieler spielte seit seiner Jugend für Pamir Duschanbe, 1982 absolvierte er seinen ersten Einsatz im Herrenteam. Mit Pamir stieg er Ende der 1980er Jahre in die erste sowjetische Liga auf spielte dann drei Jahre in der Wysschaja Liga.  1992 ging er zu Spartak Moskau, wurde aber nach nur elf Einsätzen an den spanischen Club Real Valladolid weitergegeben. 1993 und 1994 stand er wieder in der Premjer-Liga unter Vertrag, zuerst bei Lok Moskau und danach wieder bei Spartak. Seine weiteren Stationen waren FK Austria Wien (1995–2000), Admira Wacker (2000/2001) und die SV Ried (2001/2002). Er kam im Jahr 1994 zu insgesamt vier Einsätzen für die russische Nationalmannschaft; daneben lief er 1992 und 1996 je einmal für die Auswahl von Tadschikistan auf.
Seine bisherigen Trainerstationen waren VfB Admira Wacker Mödling, Amkar Perm und Lokomotive Moskau. Mit den Südstädtern schaffte der Russe zweimal den Klassenerhalt (Platz 6 und 7). 2006 nahm er den Posten als Trainer von Amkar Perm an, mit denen er überraschend Sechster in der russischen Premjer-Liga wurde. Bis zum April 2009 war er zusammen mit Alfred Tatar als Co-Trainer beim russischen Erstligisten Lokomotive Moskau engagiert. Von 2009 bis September 2011 war Rahimow erneut in Perm tätig. Er wurde am 28. September 2011 entlassen und durch den Montenegriner Miodrag Bozovic ersetzt. Seit November 2013 trainiert Rachimow den Erstligisten Terek Grosny.